# Artstetten-Pöbring
Artstetten-Pöbring település Ausztriában, Alsó-Ausztria tartományban, a Melki járásban. Tengerszint feletti magassága 395 méter, területe 27,32 km².

## Elhelyezkedése
Artstetten-Pöbring Münichreith-Laimbach, Pöggstall, Weiten, Leiben, Klein-Pöchlarn és Maria Taferl településekkel határos.
A község fő nevezetessége az artstetteni kastély, a szarajevói merényletben meggyilkolt Ferenc Ferdinánd osztrák–magyar trónörökös családjának lakhelye, múzeum és turistaközpont.

## Népesség
| 2016 | 1 172 |
| 2018 | 1 184 |